# Recopa Gaúcha
A Recopa Gaúcha é um torneio de futebol profissional organizado pela Federação Gaúcha de Futebol, disputado desde 2014, sendo atualmente jogado entre os campeões do Campeonato Gaúcho e da Copa FGF, em jogo único.

## História
A competição, que abre anualmente o calendário do futebol no Rio Grande do Sul desde 2014, era disputada entre o campeão Gaúcho e o ganhador da Super Copa Gaúcha do ano anterior, sendo que a partir de 2018 é travada entre aquele e o vencedor da Copa FGF. As edições de 2015 a 2019 foram realizadas em jogo também válido pelo Gauchão. A única edição em ida-e-volta foi a de 2018, quando a volta foi um jogo independente.
A edição de 2016 foi a última partida de D'Alessandro em sua primeira passagem pelo Internacional, antes de ser emprestado ao River Plate. A edição seguinte foi o último título do argentino com a camisa colorada.
A edição de 2023 recebeu atenção internacional por ser a estreia de Luis Suárez pelo Grêmio, autor do primeiro hat-trick do certame, feito no primeiro tempo.

## Edições
|  | Campeão do Campeonato Gaúcho |
|  | Campeão da Super Copa Gaúcha |
|  | Campeão da Copa FGF          |

| Ano             | Campeão           | Placares           | Vice-campeão           | Local                                                              |
| --------------- | ----------------- | ------------------ | ---------------------- | ------------------------------------------------------------------ |
| 2014 (detalhes) | Pelotas (1)       | 3 – 2              | Internacional          | Boca do Lobo, Pelotas                                              |
| 2015 (detalhes) | Lajeadense (1)    | 1 – 1 (3 – 1 pen.) | Internacional          | Arena Alviazul, Lajeado                                            |
| 2016 (detalhes) | Internacional (1) | 0 – 0 (3 – 2 pen.) | São José               | Estádio Passo d'Areia, Porto Alegre                                |
| 2017 (detalhes) | Internacional (2) | 1 – 1 (4 – 3 pen.) | Ypiranga de Erechim[a] | Colosso da Lagoa, Erechim                                          |
| 2018 (detalhes) | São José (1)      | 2 – 1 1 – 0        | Novo Hamburgo          | Estádio Passo d'Areia, Porto Alegre Estádio do Vale, Novo Hamburgo |
| 2019 (detalhes) | Grêmio (1)        | 6 – 0              | Avenida                | Arena do Grêmio, Porto Alegre                                      |
| 2020 (detalhes) | Pelotas (2)       | 1 – 1 (5 – 4 pen.) | Grêmio                 | Boca do Lobo, Pelotas                                              |
| 2021 (detalhes) | Grêmio (2)        | 3 – 0              | Santa Cruz             | Arena do Grêmio, Porto Alegre                                      |
| 2022 (detalhes) | Grêmio (3)        | 5 – 0              | Glória                 | Altos da Glória, Vacaria                                           |
| 2023 (detalhes) | Grêmio (4)        | 4 – 1              | São Luiz               | Arena do Grêmio, Porto Alegre                                      |
| 2024 (detalhes) | São Luiz (1)      | 2 – 0              | Grêmio                 | Estádio 19 de Outubro, Ijuí                                        |
| 2025 (detalhes) | Grêmio (5)        | 2 – 0              | São José-RS            | Arena do Grêmio, Porto Alegre                                      |

Notas
a. ^  O Internacional venceu o Campeonato Gaúcho e a Super Copa em 2016. Desse modo, o Ypiranga obteve a classificação por meio do vice-campeonato da Super Copa.

## Títulos

### Por equipe
| Clube               | Títulos                           | Vices           |
| ------------------- | --------------------------------- | --------------- |
| Grêmio              | 5 (2019, 2021, 2022, 2023 e 2025) | 2 (2020 e 2024) |
| Internacional       | 2 (2016 e 2017)                   | 2 (2014 e 2015) |
| Pelotas             | 2 (2014 e 2020)                   |                 |
| São José            | 1 (2018)                          | 2 (2016 e 2025) |
| São Luiz            | 1 (2024)                          | 1 (2023)        |
| Lajeadense          | 1 (2015)                          |                 |
| Ypiranga de Erechim |                                   | 1 (2017)        |
| Novo Hamburgo       |                                   | 1 (2018)        |
| Avenida             |                                   | 1 (2019)        |
| Santa Cruz-RS       |                                   | 1 (2021)        |
| Glória              |                                   | 1 (2022)        |

### Por cidade
| Cidade            | Títulos                                             | Vices                                   |
| ----------------- | --------------------------------------------------- | --------------------------------------- |
| Porto Alegre      | 8 (2016, 2017, 2018, 2019, 2021, 2022, 2023 e 2025) | 5 (2014, 2015, 2016, 2020, 2024 e 2025) |
| Pelotas           | 2 (2014 e 2020)                                     |                                         |
| Ijuí              | 1 (2024)                                            | 1 (2023)                                |
| Lajeado           | 1 (2015)                                            |                                         |
| Santa Cruz do Sul |                                                     | 2 (2019 e 2021)                         |
| Erechim           |                                                     | 1 (2017)                                |
| Novo Hamburgo     |                                                     | 1 (2018)                                |
| Vacaria           |                                                     | 1 (2022)                                |

### Por meio de classificação
| Competição        | Títulos                                       | Vices                             |
| ----------------- | --------------------------------------------- | --------------------------------- |
| Campeonato Gaúcho | 7 (2016, 2017, 2019, 2021, 2022, 2023 e 2025) | 5 (2014, 2015, 2018, 2020 e 2024) |
| Copa FGF          | 3 (2018, 2020 e 2024)                         | 5 (2019, 2021, 2022, 2023 e 2025) |
| Super Copa        | 2 (2014 e 2015)                               | 2 (2016 e 2017)                   |

## Artilheiros
| Edição | Jogador           | Time          | Gols  |
| ------ | ----------------- | ------------- | ----- |
| 2014   | Cláudio Winck     | Internacional | 2     |
| 2014   | Felipe Garcia     | Pelotas       | 2     |
| 2015   | Ernando           | Internacional | 1     |
| 2015   | Gilmar            | Lajeadense    | 1     |
| 2016   | 0 – 0             | 0 – 0         | 0 – 0 |
| 2017   | Brenner           | Internacional | 1     |
| 2017   | Talles Cunha      | Ypiranga      | 1     |
| 2018   | Everton Alemão    | São José      | 2     |
| 2019   | Luan              | Grêmio        | 2     |
| 2019   | Everton           | Grêmio        | 2     |
| 2020   | Ferreirinha       | Grêmio        | 1     |
| 2020   | Mateus Santana    | Pelotas       | 1     |
| 2021   | Guilherme Azevedo | Grêmio        | 1     |
| 2021   | Léo Pereira       | Grêmio        | 1     |
| 2021   | Jhonata Robert    | Grêmio        | 1     |
| 2022   | Elkeson           | Grêmio        | 1     |
| 2022   | Campaz            | Grêmio        | 1     |
| 2022   | Janderson         | Grêmio        | 1     |
| 2022   | Jhonata Varela    | Grêmio        | 1     |
| 2022   | Ricardinho        | Grêmio        | 1     |
| 2023   | Luis Suárez       | Grêmio        | 3     |
| 2024   | Gabriel Pereira   | São Luiz      | 1     |

## Transmissão
- Premiere
- RBS TV
- SporTV